# Pierwój
Pierwój (do 2010 Pierwoj, niem. Pierwoy) – część wsi Kamionka w Polsce, położona w województwie warmińsko-mazurskim, w powiecie olsztyńskim, w gminie Biskupiec. Leży nad jeziorem Pierwój.
W latach 1975–1998 Pierwój należał administracyjnie do województwa olsztyńskiego.